# Asclepias speciosa
Asclepias speciosa là một loài thực vật có hoa trong họ La bố ma. Loài này được Torr. mô tả khoa học đầu tiên năm 1828.

## Hình ảnh

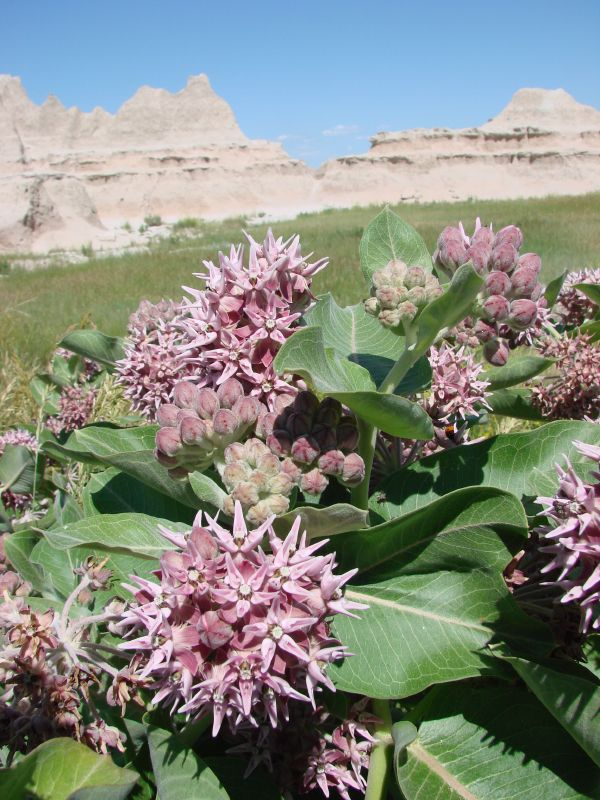
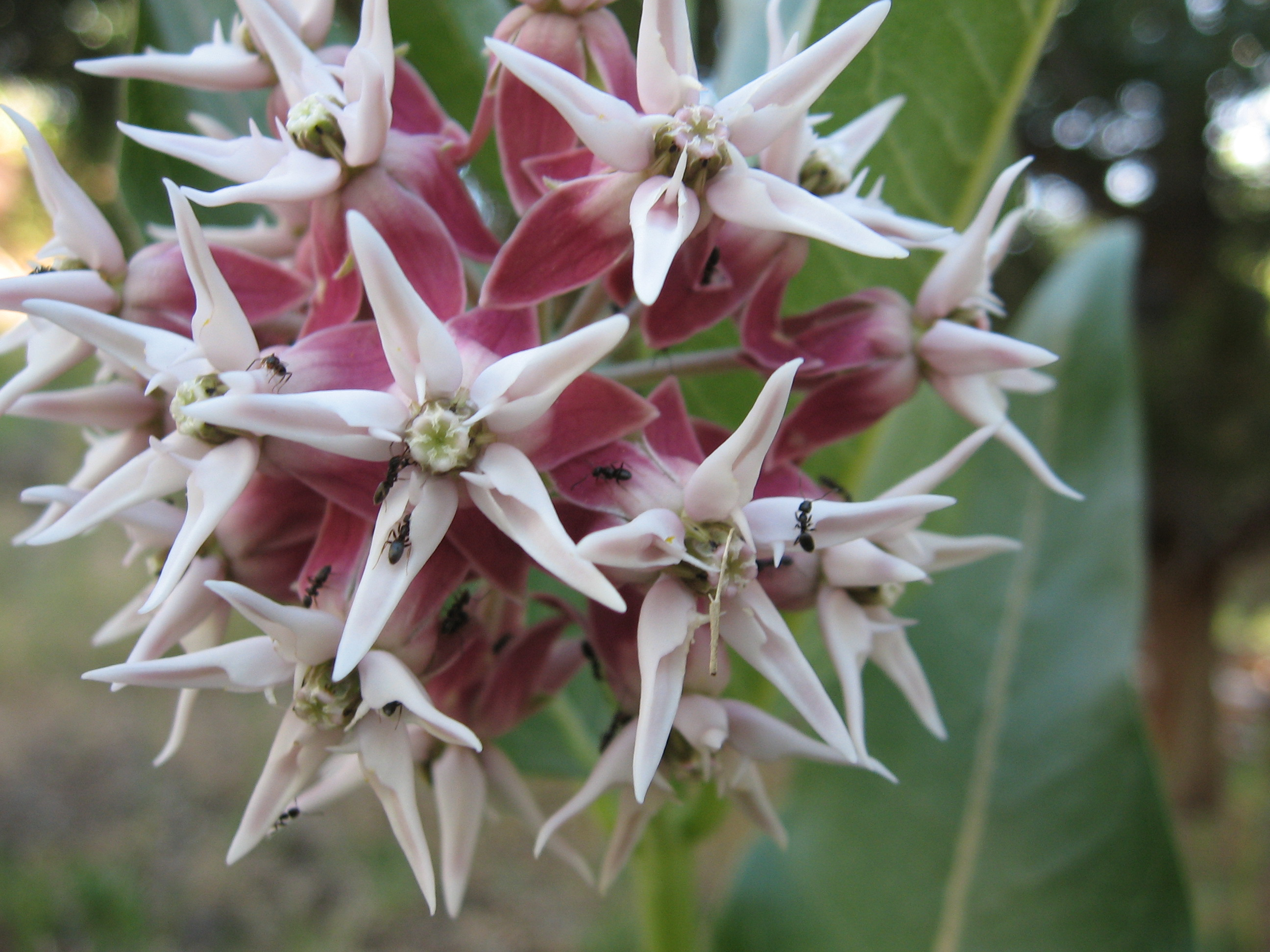
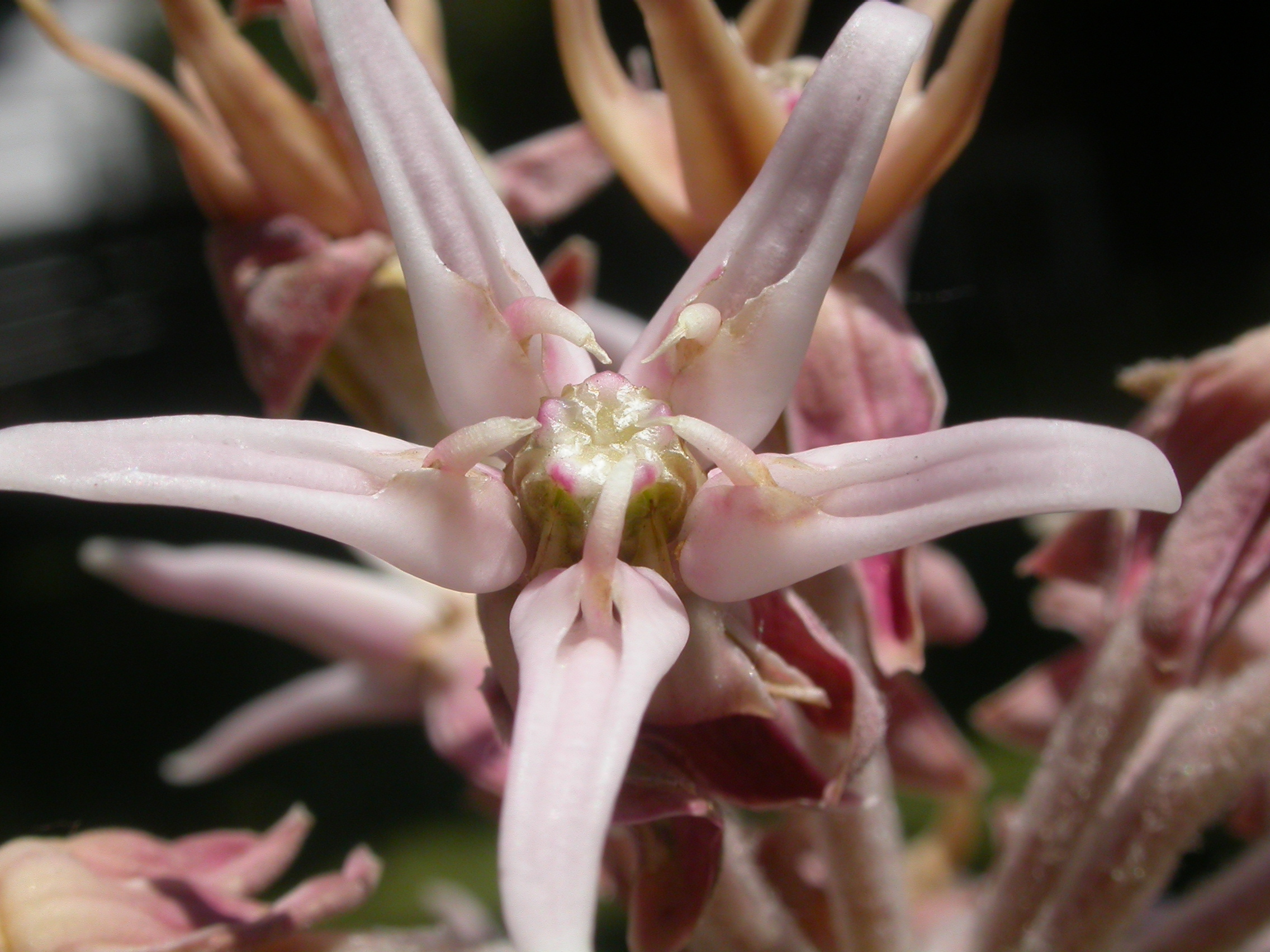
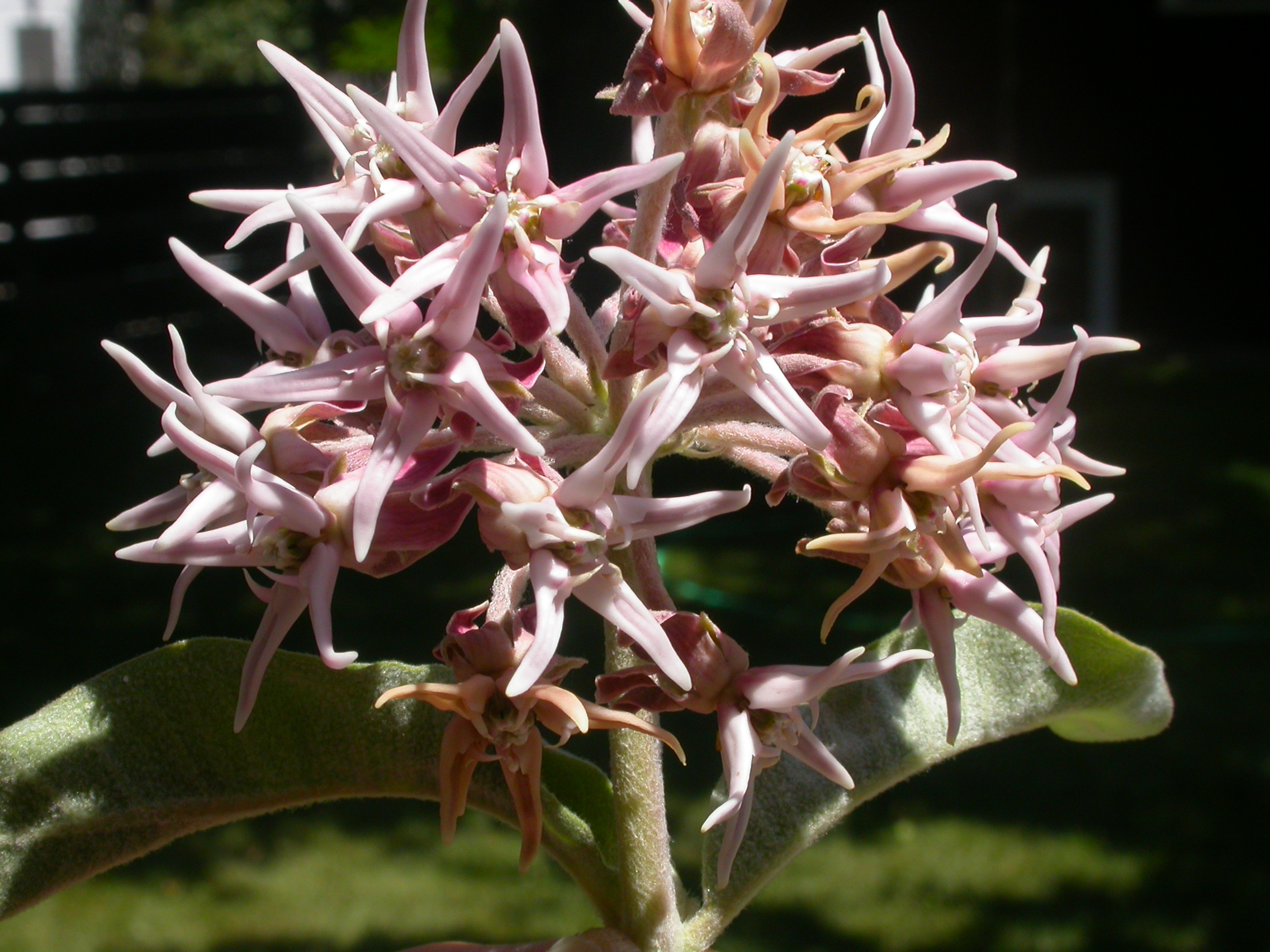